# Medkrigförande
Medkrigförande (engelska: co-belligerence) är tillståndet när flera stater eller faktioner för krig mot en gemensam fiende, med eller utan militär allians. Medkrigförande kan exempelvis föra helt separata krig eller ha varierande samarbete utan att vara bunden av ett formellt avtal eller någon allians. De olika medkrigförande kan ha helt olika mål.
Medkrigförande är en bredare och mindre precis benämning än "allierad" men kan antyda visst avstånd (exempelvis: ideologiskt, kulturellt, religiöst) mellan parterna, där "allians" antyder motsatsen, varför det ibland används som förskönande omskrivning av en annars svårförklarlig pakt eller annat samarbete. Begreppet kan jämföras med uttrycket 'fiendens fiende är min vän' – att två personer/riken som egentligen inte har något gemensamt kan och bör samarbeta mot en gemensam fiende.
Exempel på medkrigförande under andra världskriget är Finland och Tyskland.